# Mika Mármol
Mika Mármol Medina (Terrassa, 2001. július 1. –) spanyol utánpótlás válogatott labdarúgó, hátvéd. A Segunda División-ban szereplő FC Andorra játékosa.

## Pályafutása

### Barcelona
A katalán Barcelona tartományban lévő Terrassában született, 2006-ban kezdte pályafutását az FC Barcelonánál. Két évvel később otthagyta, és az UFB Jàbac Terrassa és a CF Damm akadémiáján folytatta fejlődését, majd 2018 júniusában visszatért Barcelonába.
2019. október 12-én lépett pályára a tartalékcsapatban a Segunda División B 8. fordulójában az Orihuela elleni bajnoki utolsó 10 percében Óscar Mingueza-t váltva.
2020. július 1-jén Mármol megújította szerződését a Barcával, és hivatalosan is a B csapat keretének tagja lett. Rendszeres kezdő lett a csapatban, és 2021. január 17-én szerezte első gólját a Gimnàstic de Tarragona elleni idegenbeli 3–1-es vereségen.
2022. január 2-án nevezték a felnőttcsapatba a Mallorca elleni bajnoki 19. fordulójában a 2021/22-es szezonban.
Május 15-én lépett pályára a Getafe vendégeként, a 0–0-s mérkőzés utolsó pár percében Alejandro Balde-t váltotta.

### FC Andorra
2022. augusztus 30-án Mármol kétéves szerződést írt alá a Segunda División újoncával.

### A válogatottban
Tagja volt az U19 és az U20-as korosztályos csapatoknak.

## Statisztika
2022. december 25-i állapot szerint.
| Klub             | Szezon           | Bajnokság             | Bajnokság | Bajnokság | Kupa  | Kupa  | Nemzetközi | Nemzetközi | Egyéb | Egyéb | Összes | Összes |
| Klub             | Szezon           | Liga                  | Merk.     | Gólok     | Merk. | Gólok | Merk.      | Gólok      | Merk. | Gólok | Merk.  | Gólok  |
| ---------------- | ---------------- | --------------------- | --------- | --------- | ----- | ----- | ---------- | ---------- | ----- | ----- | ------ | ------ |
| Barcelona B      | 2019/20          | Segunda División B    | 2         | 0         | —     | —     | —          | —          | 0     | 0     | 2      | 0      |
| Barcelona B      | 2020/21          | Segunda División B    | 24        | 2         | —     | —     | —          | —          | 1     | 0     | 25     | 2      |
| Barcelona B      | 2021/22          | Primera División RFEF | 36        | 1         | —     | —     | —          | —          | 0     | 0     | 36     | 1      |
| Barcelona B      | Összesen         | Összesen              | 62        | 3         | —     | —     | —          | —          | 1     | 0     | 63     | 3      |
| Barcelona        | 2021/22          | La Liga               | 1         | 0         | 0     | 0     | —          | —          | —     | —     | 1      | 0      |
| Barcelona        | Összesen         | Összesen              | 1         | 0         | 0     | 0     | 0          | 0          | 0     | 0     | 1      | 0      |
| Andorra          | 2022/23          | Segunda División      | 17        | 0         | 1     | 0     | —          | —          | —     | —     | 18     | 0      |
| Andorra          | Összesen         | Összesen              | 17        | 0         | 1     | 0     | 0          | 0          | 0     | 0     | 18     | 0      |
| KARRIER ÖSSZESEN | KARRIER ÖSSZESEN | KARRIER ÖSSZESEN      | 80        | 3         | 1     | 0     | 0          | 0          | 1     | 0     | 82     | 3      |

1. ↑  Magában foglalja 5 mérkőzését a Second Phase-ben
2. ↑  Mérkőzése(i) a Segunda División play-offs-ban